# Itslearning
itslearning is een in Noorwegen ontwikkelde elektronische leeromgeving (ELO) waarin scholen online hulp krijgen bij het lesgeven. De ELO heeft ook een ingebouwd portfolio waarmee een leerling zijn studievoortgang inzichtelijk kan maken.

## Segmenten
itslearning wordt gebruikt in het Voortgezet Onderwijs, MBO (Beroepsvolwassene Educatie) en het Hoger Onderwijs. Er is een speciale uitgave voor het basisonderwijs voor de leeftijd 4-8.

## Mogelijkheden van de  docent
Docenten  kunnen een vak aanmaken en bepalen welke leerlingen er in mogen. Met een paar klikken kan een hele klas ingevoerd worden, maar leerlingen kunnen ook individueel worden toegevoegd. Docenten kunnen toetsen afnemen en schriftelijke projecten laten inleveren voor een bepaalde datum. Als een leerling te laat is met inleveren accepteert itslearning het wel maar de docent krijgt de overschrijdingstijd te zien. Een docent kan vanuit de website eenvoudig controleren of een leerling een stuk tekst van internet heeft gekopieerd of eerder door een andere leerling is ingeleverd.
Docenten kunnen overlegfora aanmaken waarin docenten en leerlingen kunnen praten over bepaalde onderwerpen, een digitale toets afnemen, via een enquête de lessen evalueren en gebruikmaken van multimedia en web 2.0 onderdelen.
Docenten kunnen ook eenvoudig differentiëren in het onderwijsaanbod voor leerlingen. Zo kunnen leerlingen die extra aandacht nodig hebben worden bediend of leerlingen die een andere leerstijl hebben.

## Mogelijkheden van de leerling
Een leerling kan/moet opdrachten maken die een docent opgeeft om te maken. Een leerling kan niet zelf uit een vak stappen, maar kan wel uit een project gaan wanneer hij wil. Om in een project te komen moet de projectleider vragen of hij er in wil. In een vak wordt hij toegevoegd en hoeft niet toe te stemmen maar wordt toegevoegd als de docent dat wil. Studenten kunnen berichten sturen naar de docent om vragen te stellen over bijvoorbeeld projecten. Op Itslearning kunnen zij links, testjes en notities van de docent vinden en die bekijken.

## Vakken en projecten
Docenten kunnen vakken en projecten aanmaken, leerlingen alleen projecten. Als er (*) voor een mogelijkheid staat is het alleen voor vakken.

### Inhoud
1. Een map aanmaken om alles in te ordenen
2. Een bestand toevoegen (kan door deelnemers worden gedownload)
3. Notitie toevoegen
4. Link toevoegen (kan op twee manieren)
  1. bovenaan op een vaste plek
  2. in een special bestand voor belangrijke links handig (bij klikken word je gelijk doorgelinkt)
5. Afbeelding met beschrijving
6. (*)Les

### Samenwerking
1. Discussie (forum)
2. (*)Conferentie

### opdrachten en toetsen
1. Procesgeoriënteerd document
2. toets
3. Enquête
4. Reeks met uitleg

### (*)Importeren
1. (*)Inhoud uit bibliotheek toevoegen (Dit zijn standaardinformatiepakketten die docenten kunnen gebruiken)
2. (*)Inhoudspakketten (Docent kan hiermee bestanden van zijn/haar computer uploaden en toevoegen aan het vak)
3. (*) Inhoud uit DigLib toevoegen (content portal voor digitale content van uitgeverijen).

(*) Alleen mogelijk in vakken, niet in projecten
Het is ook mogelijk om bij het invoeren van teksten in de verschillende bovengenoemde elementen video- en geluidsopname toe te voegen, Web 2.0 content (YouTube, TeacherTube, Flickr, GoogleMaps, Videojug, SchoolTV-beeldbank).
itslearning wordt momenteel in 11 landen (Noorwegen, Nederland, België, Engeland, Spanje, Denemarken, Zweden, Duitsland, Frankrijk, Italië) gebruikt door 2 miljoen actieve users. Sinds 2009 is itslearning ook beschikbaar in de Verenigde Staten.

## Samenwerking met externen
itslearning werkt samen Google. Hierdoor zijn de Google Apps geïntegreerd in itslearning. Alle studenten en docenten hebben zo een Gmail account tot hun beschikking zonder opnieuw te hoeven inloggen.